# Rene Simpson
Rene Simpson Collins (14 de enero de 1966 - 17 de octubre de 2013) fue una jugadora de tenis profesional canadiense de Sarnia, Ontario. Ella alcanzó un ranking de WTA individuales de 70 en 1989, después de una exitosa carrera en NCAA para Texas Christian University.
Ella era un miembro del equipo de Canada Fed Cup 1988/98, entrenadora en 1998-2000, y capitana en 2001-2010.
Simpson falleció el 17 de octubre de 2013, transcurrido un año de duración en su batalla con el cáncer de cerebro. Ella tenía 47 años.